# Can Ferré Bigorra
Can Ferré Bigorra és un edifici del municipi de Valls (Alt Camp) inclòs en l'Inventari del Patrimoni Arquitectònic de Catalunya. Forma part del conjunt de les Masies dels Boscos. Antigament, aquesta masia era coneguda amb els noms del Tancat d'en Dasca, Can Morató i més endavant Ca de la Joana Dasca.

## Descripció
La finca disposa de paret de tanca dins la qual hi ha una casa de masovers a la dreta i a l'esquerra l'immoble principal.
L'edifici consta de baixos i dues plantes més. Al sud i a l'oest hi ha una àmplia zona porticada, que dibuixa a la planta una "L"; tres arcades corresponen a la façana principal (sud), quatre a ponent i una a llevant. Al primer pis de la façana principal hi ha tres portes balconeres amb elements escultòrics a les llindes, i a la segona planta hi ha dues finestres àmplies i rectangulars i una arcada que correspon a una terrassa coberta.
La façana oest té dues portes balconeres i una finestra al primer pis i dos arcs desiguals en l'extrem dret, que són de la terrassa ja esmentada. En la façana de llevant no hi ha cap element d'interès.
La façana sud es pot considerar com la principal perquè hi ha la porta d'accés i dues finestres en la planta baixa; en el primer pis hi ha tres finestres rectangulars, la del mig més ampla, i també tres finestres a la segona planta.